# Březová (okres Zlín)
Obec Březová (německy Birkenwald) se nachází v okrese Zlín ve Zlínském kraji. Žije zde 506 obyvatel.

## Historie
První písemná zmínka o obci pochází z roku 1407. Byla součástí panství nedalekého hradu Lukova, v jehož majetku zůstala obec až do konce feudalismu.
Patřila k nejmenším vsím na panství, ačkoliv vznikla zcela určitě už před rokem 1407 stejně jako okolní Velíková, Hvozdná, Ostrata a Hrobice. Název obce je odvozený zřejmě od břízy, která zde hojně rostla. V průběhu historie se názvy různě měnily od varianty Brzezowa, Brzeuzowe, ale také Brzezi, až po dnešní Březovou.
Nálezy dokládající lidské osídlení byly objeveny v okolí Neubuze, Veselé, Zádveřic, Lužkovic i Jasenné. Slovanské pohřebiště bylo nalezeno také ve Zlíně, Kostelci nebo Štípě. Traduje se, že údajně první osada Březová stála v místě za bývalým skladištěm zvaném Amerika. Obec Březová leží dva kilometry severozápadně od Slušovic v nadmořské výšce 348 m. Obec Březová měla v roce 1891 326 obyvatel a 60 domovních čísel.

## Osobnosti
- František Čuba (1936–2019) – agronom, pedagog a politik[5]

## Galerie

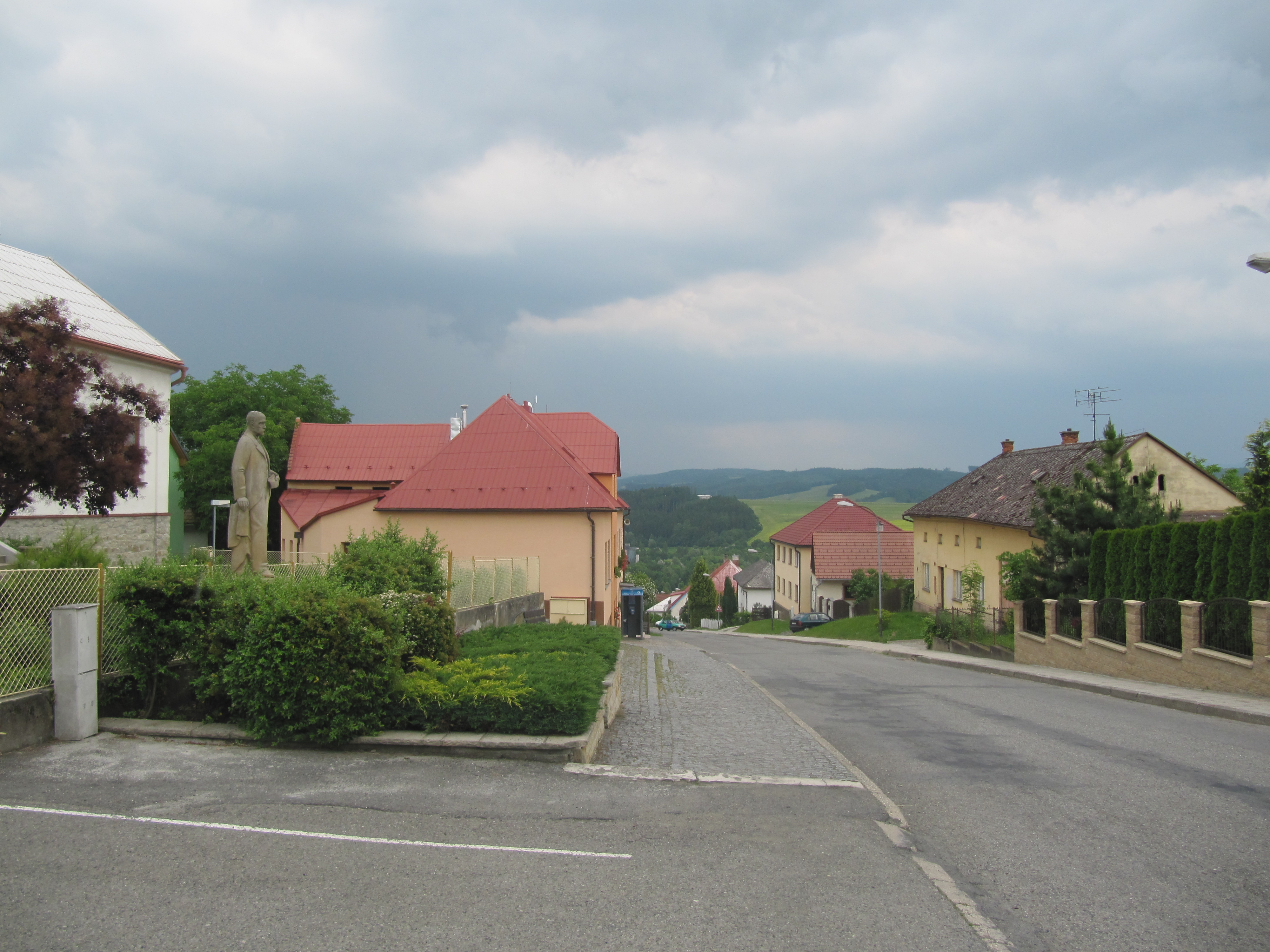
Hlavní ulice
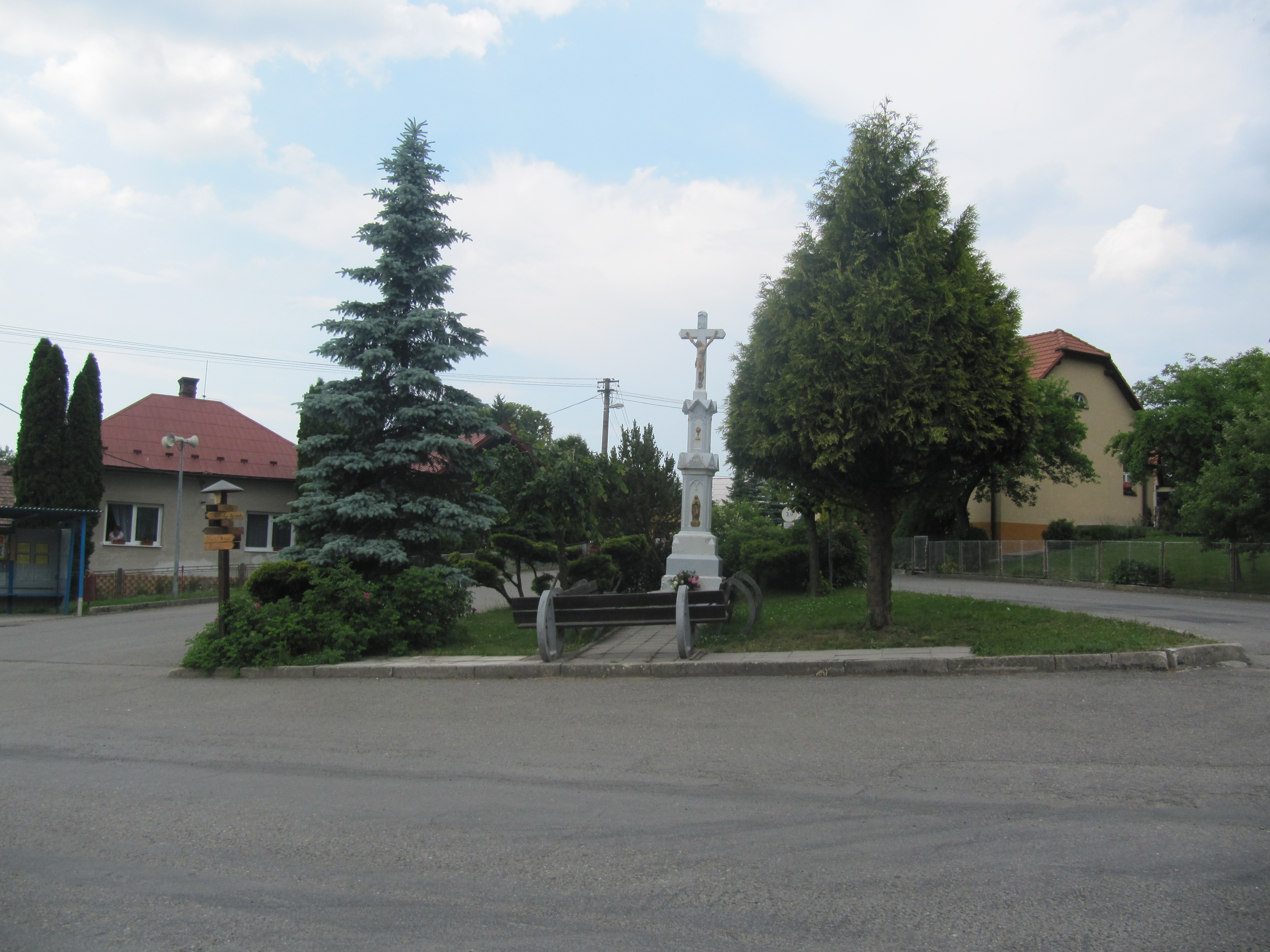
Kříž